# Campeonato Timorense de Futebol de 2015-16
A Liga Futebol Amadora 2015-16 foi a 2ª edição oficial do Campeonato Timorense de Futebol e a primeira após nove anos de hiato. Foi organizada pela Federação de Futebol de Timor-Leste e contou com 21 times participantes em duas divisões.
O grande campeão foi a equipa do Sport Laulara e Benfica, que conquistou o seu primeiro título nacional.

## Sistema de Disputa
A Primeira Divisão foi composta por 8 times, que jogaram entre si em turno e returno. Ao final do torneio, duas equipes foram rebaixadas para a Segunda Divisão, composta por 13 times. Todos os jogos foram realizados no Estádio Municipal de Dili.

### Critérios de desempate
Ocorrendo igualdade em pontos ganhos entre 2 (dois) ou mais clubes aplicam-se, sucessivamente, os seguintes critérios técnicos de desempate:
- a) resultados dos confrontos diretos
- b) maior saldo de gols
- c) maior número de gols marcados

## Equipes Participantes
A definição dos clubes participantes na Primeira Divisão foi feita por meio de um torneio de apuração, iniciado em dezembro de 2015. Novas equipes foram formadas para o torneio, assim como times tradicionais timorenses que estavam inativos retornaram à atividade com a realização deste.
| Time                    | Município | Última Aparição             |
| ----------------------- | --------- | --------------------------- |
| A.S. Ponta Leste        | Díli      | Sem informação              |
| Carsae Football Club    | Díli      | Sem informação              |
| DIT FC                  | Díli      | Taça 12 de Novembro de 2015 |
| F.C. Académica          | Díli      | Super Liga 2005-06          |
| FC Aitana               | Díli      | Taça 12 de Novembro de 2015 |
| FC Porto Taibesse       | Díli      | Super Liga 2005-06          |
| Karketu Dili F.C.       | Díli      | Nova equipe                 |
| Sport Laulara e Benfica | Aileu     | Super Liga 2005-06          |

## Classificação Final
| # | Equipa                      | J  | V | E | D | GP | GC | SG | Pts | Classificação                       |
| - | --------------------------- | -- | - | - | - | -- | -- | -- | --- | ----------------------------------- |
| 1 | Sport Laulara e Benfica (C) | 14 | 5 | 6 | 3 | 22 | 18 | +4 | 21  | Classificado para Supertaça de 2016 |
| 2 | Karketu Dili                | 14 | 5 | 6 | 3 | 18 | 14 | +4 | 21  | Salvos                              |
| 3 | Porto Taibesse              | 14 | 6 | 3 | 5 | 16 | 16 | 0  | 21  | Salvos                              |
| 4 | Académica                   | 14 | 5 | 5 | 4 | 17 | 16 | +1 | 20  | Salvos                              |
| 5 | Ponta Leste                 | 14 | 6 | 2 | 6 | 17 | 19 | −2 | 20  | Salvos                              |
| 6 | Carsae                      | 14 | 5 | 4 | 5 | 17 | 15 | +2 | 19  | Salvos                              |
| 7 | DIT FC (R)                  | 14 | 4 | 5 | 5 | 16 | 16 | 0  | 17  | Rebaixados para 2ª Divisão de 2017  |
| 8 | Aitana (R)                  | 14 | 3 | 3 | 8 | 16 | 25 | −9 | 12  | Rebaixados para 2ª Divisão de 2017  |

Última atualização em 31 de julho de 2016
Fonte: [carece de fontes?]
Regras para classificação: 1º pontos; 2º saldo de gols; 3º gols pró.
(C) = Campeão; (R) = Rebaixado; (P) = Promovido; (O) = Vencedor do play-off; (A) = Classificado para a próxima fase. 
Somente aplicável se a temporada não tiver terminado: 
(Q) = Classificado para a fase do torneio indicada; (TQ) = Classificado para o torneio, mas não para a fase indicada; (DQ) = Desclassificado do torneio.

## Premiação
| Campeonato Timorense de Futebol de 2015-16  |
| Timor-Leste                                 |
| ------------------------------------------- |
| Sport Laulara e Benfica Campeão (1º título) |

### Segunda Divisão
Cacusan CF (campeão) e Zebra (vice) classificaram-se para a Primeira Divisão de 2017.

## Ligações Externas
- Liga Futebol Amadora - Página oficial no Facebook